# Seznam chráněných území v okrese Karlovy Vary
Toto je seznam chráněných území v okrese Karlovy Vary aktuální k roku 2021, ve kterém jsou uvedena chráněná území v oblasti okresu Karlovy Vary.
| Kód  | Obrázek                                                    | Typ  | Název                      | Rozloha (ha) | Galerie Commons                                                             | Popis území | Souřadnice                       |
| ---- | ---------------------------------------------------------- | ---- | -------------------------- | ------------ | --------------------------------------------------------------------------- | --- | -------------------------------- |
| 6006 | Blažejský rybník                                           | PP   | Blažejský rybník           | 46,6723      | Kategorie „Blažejský rybník“ na Wikimedia Commons                           | Zachovalá mozaika vlhkých a podmáčených biotopů a na ně vázané refugium vzácných rostlin a živočichů                                                                                                  | 49°59′56″ s. š., 13°1′1″ v. d.   |
| 2426 | Božídarské rašeliniště                                     | NPR  | Božídarské rašeliniště     | 929,57       | Kategorie „Božídarské rašeliniště“ na Wikimedia Commons                     | Ochrana největšího krušnohorského rašeliniště ve výšce cca 1000 m nad mořem. | 50°24′ s. š., 12°54′ v. d.       |
| 2445 | Pohled na část skály                                       | PP   | Čedičová žíla Boč          | 1,33         | Kategorie „Čedičová žíla Boč“ na Wikimedia Commons                          | Ochrana vypreparované čedičové žíly s dokonalou sloupovitou odlučností, s vějířovitým uspořádáním čedičových sloupů.                                                                                  | 50°20′59″ s. š., 13°3′55″ v. d.  |
| 1850 | PP Čedičové varhany u Hlinek                               | PP   | Čedičové varhany u Hlinek  | 0,69         | Kategorie „Čedičové varhany u Hlinek“ na Wikimedia Commons                  | Ukázka sloupcovité odlučnosti čediče | 50°7′22″ s. š., 12°54′7″ v. d.   |
| 6190 | Dubohabřina ve Vojkovicích                                 | PP   | Dubohabřina ve Vojkovicích | 1,91         | Kategorie „Dubohabřina ve Vojkovicích“ na Wikimedia Commons                 | Komplex zachovalých lesních porostů charakteru hercynské dubohabřiny a suchých trávníků na příkrých svazích nad řekou Ohře                                                                            | 50°18′2″ s. š., 13°1′10″ v. d.   |
| 6144 | PR Hloubek                                                 | PR   | Hloubek                    | 18,5012      | Kategorie „Hloubek (nature reserve)“ na Wikimedia Commons                   | Bučiny a suťové lesy s typickou faunou a flórou vázanou na staré svahové lesní porosty | 50°13′50″ s. š., 12°56′11″ v. d. |
| 605  | Popis obrazku                                              | PP   | Homolka                    | 0,50         | Kategorie „Homolka (Slavkovský les)“ na Wikimedia Commons                   | Vypreparovaný čedičový sopouch s typickou sloupcovitou odlučností, který náleží k drobným izolovaným výskytům třetihorních vyvřelin.                                                                  | 50°4′15″ s. š., 12°50′50″ v. d.  |
|      | Přírodní park Horní Střela                                 | PřP  | Horní Střela               | 9 991,6      | Kategorie „Přírodní park Horní Střela“ na Wikimedia Commons                 | | 50°4′41″ s. š., 13°18′4″ v. d.   |
| 6195 | Hornohradský potok                                         | PP   | Hornohradský potok         | 0,7129       | Kategorie „Hornohradský potok (natural monument)“ na Wikimedia Commons      | Mozaika biotopů soustavy Natura 2000 s populacemi česneku medvědího, pérovníku pštrosího a mloka skvrnitého                                                                                           | 50°20′4″ s. š., 13°1′59″ v. d.   |
| 2262 | Hořečková louka na Pile                                    | PP   | Hořečková louka na Pile    | 1,54         | Kategorie „Hořečková louka na Pile (přírodní památka)“ na Wikimedia Commons | Zachovalé květnaté louky a pastviny s výskytem ohrožených společenstev. | 50°10′30″ s. š., 12°55′37″ v. d. |
| 129  | Přírodní rezervace Chlum                                   | PR   | Chlum                      | 3,45         | Kategorie „Chlum (nature reserve)“ na Wikimedia Commons                     | Udržení původního dřevinného porostu a původní květeny. | 50°0′20″ s. š., 13°12′14″ v. d.  |
| 6149 | PP Jezerský vrch                                           | PP   | Jezerský vrch              | 11,2608      | Kategorie „Jezerský vrch (natural monument)“ na Wikimedia Commons           | Polopřirozené suché trávníky a facie křovin na vápnitých podložích, společenstva s bohatým výskytem biologicky a ekologicky významných druhů rostlin                                                  | 50°7′13″ s. š., 13°16′7″ v. d.   |
| 6236 | Karlovarské lázeňské lesy chráněné v rámci PR Karlův hvozd | PR   | Karlův hvozd               | 126,74       | Kategorie „Karlův hvozd“ na Wikimedia Commons                               | Ekosystémy bučin a suchých doubrav na svazích s výskytem vzácných a typických druhů vázaných na lesní prostředí                                                                                       | 50°13′ s. š., 12°52′59″ v. d.    |
| 6171 | Koňský rybník                                              | PP   | Koňský rybník              | 4,2451       | Kategorie „Koňský rybník (natural monument)“ na Wikimedia Commons           | Populace čolka velkého a jeho biotop, populace blatnice skvrnité a rozmnožovací biotop skokana ostronosého v Koňském rybníce a okolních mokřadech                                                     | 50°19′5″ s. š., 12°57′20″ v. d.  |
| 5937 | Kounické louky                                             | PP   | Kounické louky             | 21,6233      | Kategorie „Kounické louky“ na Wikimedia Commons                             | Komplex pastvin, mokřadních luk a střídavě vlhkých luk s výskytem vzácných druhů rostlin; významná populace hnědáska chrastavcového.                                                                  | 50°7′29″ s. š., 12°56′42″ v. d.  |
| 6206 | Louky u Dlouhé Lomnice                                     | PP   | Louky u Dlouhé Lomnice     | 9,1732       | Kategorie „Louky u Dlouhé Lomnice (natural monument)“ na Wikimedia Commons  | Mokřadní louky s výskytem hnědáska chrastavcového | 50°9′11″ s. š., 13°0′16″ v. d.   |
| 6007 | PP Lomnický rybník                                         | PP   | Lomnický rybník            | 112,0857     | Kategorie „Lomnický rybník“ na Wikimedia Commons                            | Společenstva vázaná na oligotrofní a mezotrofní stojaté vody | 50°9′43″ s. š., 12°57′42″ v. d.  |
| 233  | Popis obrazku                                              | PR   | Malé Jeřábí jezero         | 6,02         | Kategorie „Malé Jeřábí jezero“ na Wikimedia Commons                         | Ochrana horského rašeliniště ve vrcholové části Krušných hor. | 50°25′4″ s. š., 12°40′27″ v. d.  |
| 6191 |                                                            | PP   | Malý Stolec                | 3,6132       |                                                                             | Netěžená část čedičového příkrovu a částečně odtěžené čedičové sloupy, kamenné moře, suché trávníky a charakteristické teplomilné druhy flóry a fauny                                                 | 50°20′9″ s. š., 13°3′29″ v. d.   |
| 6218 | NPR Nebesa                                                 | NPR  | Nebesa                     | 419,54       | Kategorie „Nebesa (national nature reserve)“ na Wikimedia Commons           | Ochrana ekosystémů bučin, suťových a lužních lesů, biotopů s výskytem užovky stromové a třetihorních vulkanických žil se sloupcovitou odlučností                                                      | 50°20′55″ s. š., 13°2′43″ v. d.  |
| 286  | PR Oceán                                                   | PR   | Oceán                      | 42,79        | Kategorie „Oceán (nature reserve)“ na Wikimedia Commons                     | Ochrana neporušeného horského rašeliniště. | 50°20′37″ s. š., 12°47′8″ v. d.  |
| 1909 | PR Ostrovské rybníky                                       | PR   | Ostrovské rybníky          | 61,99        | Kategorie „Ostrovské rybníky“ na Wikimedia Commons                          | Ochrana vodních a mokřadních stanovišť a na ně vázané flory a fauny. | 50°17′48″ s. š., 12°54′59″ v. d. |
| 6212 |                                                            | PP   | Pastviny u Srní            | 43,32        | Název kategorie na Wikimedia Commons nebyl zadán                            | Území s mozaikou mezí a teras s lučními stanovišti a výskytem vzácných druhů rostlin | 50°22′4″ s. š., 13°3′19″ v. d.   |
| 6150 | PP Pernink                                                 | PP   | Pernink                    | 68,8396      | Kategorie „Pernink (natural monument)“ na Wikimedia Commons                 | Horské podmáčené biotopy, jejichž základem je široká škála vrchovištních biotopů a přechodových rašelinišť doplněná od severu o podmáčené smrčiny                                                     | 50°22′13″ s. š., 12°47′54″ v. d. |
| 1572 | PP Prachomety                                              | PP   | Prachomety                 | 3,08         | Kategorie „Prachomety (natural monument)“ na Wikimedia Commons              | Ochrana zamokřených luk s výskytem chráněných a ohrožených druhů rostlin. | 50°0′44″ s. š., 12°56′7″ v. d.   |
| 1853 | Pohled na lokalitu                                         | PR   | Ryžovna                    | 20,29        | Kategorie „Category:Ryžovna (nature reserve)“ na Wikimedia Commons          | Ochrana geologického fenoménu a typických horských společenstev Krušných hor. | 50°23′51″ s. š., 12°50′2″ v. d.  |
| 6207 | Rudenská luční prameniště                                  | PP   | Rudenská luční prameniště  | 23,1855      | Kategorie „Rudenská luční prameniště“ na Wikimedia Commons                  | Mechová slatiniště, přechodová rašeliniště, vlhké acidofilní luční biotopy a na ně navazující ochranářsky významné druhy                                                                              | 50°21′34″ s. š., 12°40′28″ v. d. |
| 676  | Skalky skřítků                                             | NPP  | Skalky skřítků             | 8,50         | Kategorie „Skalky skřítků“ na Wikimedia Commons                             | Ochrana pseudokrasových dutin vytvořených ve vulkanické brekcii na západním okraji Doupovských hor.                                                                                                   | 50°14′28″ s. š., 12°59′51″ v. d. |
| 41   | Slavkovský les                                             | CHKO | Slavkovský les             | 64 000       | Kategorie „Slavkovský les“ na Wikimedia Commons                             | | 50°4′16″ s. š., 12°41′45″ v. d.  |
|      | Stráž nad Ohří                                             | PřP  | Stráž nad Ohří             | 3 700        | Kategorie „Nature park Stráž nad Ohří“ na Wikimedia Commons                 | | 50°21′28″ s. š., 13°2′16″ v. d.  |
| 138  | Svatošské skály                                            | NPP  | Svatošské skály            | 2,01         | Kategorie „Svatošské skály“ na Wikimedia Commons                            | Geomorfologicky ojedinělé žulové skalní útvary s fragmenty reliktních borů a s výskytem vzácných či ohrožených druhů rostlin a živočichů                                                              | 50°11′36″ s. š., 12°49′16″ v. d. |
| 289  | Šemnická skála                                             | PP   | Šemnická skála             | 8,41         | Kategorie „Šemnická skála (přírodní památka)“ na Wikimedia Commons          | Znělcová kupa s neobvykle utvářenými skalisky a dalšími geomorfologickými jevy, na níž se vytvořila na skalních útvarech cenná bylinná společenstva skalních štěrbin a drolin.                        | 50°13′46″ s. š., 12°58′10″ v. d. |
| 6211 | Špičák u Vojkovic                                          | PP   | Špičák u Vojkovic          | 59,72        | Kategorie „Špičák u Vojkovic“ na Wikimedia Commons                          | Lesní porosty a suché trávníky na svazích Špičáku | 50°19′2″ s. š., 13°1′8″ v. d.    |
| 6192 | Toto-Karro                                                 | PP   | Toto-Karo                  | 12,08        | Kategorie „Toto-Karo (natural monument)“ na Wikimedia Commons               | Makrofytní společenstva vázaná na oligotrofní až mezotrofní stojaté vody, dále vegetace parožnatek, významné hnízdiště na litorál a jeho okolí vázaných druhů ptáků a významná populace obojživelníků | 50°9′1″ s. š., 13°4′22″ v. d.    |
| 6008 | PP Týniště                                                 | PP   | Týniště                    | 6,0127       | Kategorie „Týniště (natural monument)“ na Wikimedia Commons                 | Populace kuňky ohnivé a čolka velkého a jejich biotopu (rybník a vlhké louky) | 50°8′56″ s. š., 13°11′38″ v. d.  |
| 1366 | Prameniště Teplé                                           | PR   | Údolí Teplé                | 172,00       | Kategorie „Údolí Teplé“ na Wikimedia Commons                                | Údolí řeky s přilehlými zalesněnými svahy | 50°2′58″ s. š., 12°49′24″ v. d.  |
| 1571 | opál hyalit z Valče                                        | PP   | Valeč                      | 576,74       | Kategorie „Valeč (natural monument)“ na Wikimedia Commons                   | Ochrana mineralogického naleziště a hnízdiště chráněných a ohrožených druhů živočichů. | 50°11′17″ s. š., 13°13′42″ v. d. |
| 6210 | Valečské lemy                                              | PP   | Valečské lemy              | 38,85        | Kategorie „Valečské lemy“ na Wikimedia Commons                              | Suché trávníky lemových stanovišť s teplomilnými druhy flory a fauny a zimoviště netopýrů | 50°10′31″ s. š., 13°15′38″ v. d. |
| 6209 | Valečské sklepy                                            | PP   | Valečské sklepy            | 0,0038       | Kategorie „Valečské sklepy“ na Wikimedia Commons                            | Zimoviště netopýrů | 50°10′38″ s. š., 13°14′54″ v. d. |
| 5893 | Popis obrazku                                              | PP   | Velikonoční rybník         | 1,7481       | Kategorie „Velikonoční rybník“ na Wikimedia Commons                         | Ochrana významných populací chráněných a vzácných druhů obojživelníků a vážek | 50°3′13″ s. š., 12°51′29″ v. d.  |
| 675  | Popis obrazku                                              | PP   | Viklan                     | 0,02         | Kategorie „Viklan (natural monument)“ na Wikimedia Commons                  | Funkční viklan | 50°9′6″ s. š., 12°56′54″ v. d.   |
| 507  | Přírodní rezervace Vladař                                  | PR   | Vladař                     | 11,71        | Kategorie „Vladař“ na Wikimedia Commons                                     | Ochrana přirozeného smíšeného listnatého lesa. | 50°4′50″ s. š., 13°12′58″ v. d.  |
| 673  | Popis obrazku                                              | PP   | Vlčí jámy                  | 1,50         | Kategorie „Vlčí jámy (Blatenský vrch)“ na Wikimedia Commons                 | Ochrana středověkých dobývek cínových rud, ve kterých se vlivem specifického vzdušného režimu vytváří jeskynní led.                                                                                   | 50°23′53″ s. š., 12°46′45″ v. d. |
| 6009 | PP Za Údrčí                                                | PP   | Za Údrčí                   | 32,5036      | Kategorie „Za Údrčí“ na Wikimedia Commons                                   | Ochrana hnědáska chrastavcového a jeho biotopu střídavě vlhkých bezkolencových luk | 50°8′20″ s. š., 13°4′16″ v. d.   |
|      | Zlatý Kopec                                                | PřP  | Zlatý kopec                | 1 700        | Kategorie „Zlatý Kopec“ na Wikimedia Commons                                | | 50°26′17″ s. š., 12°50′39″ v. d. |